# St. Peter und Paul (Rimpar)

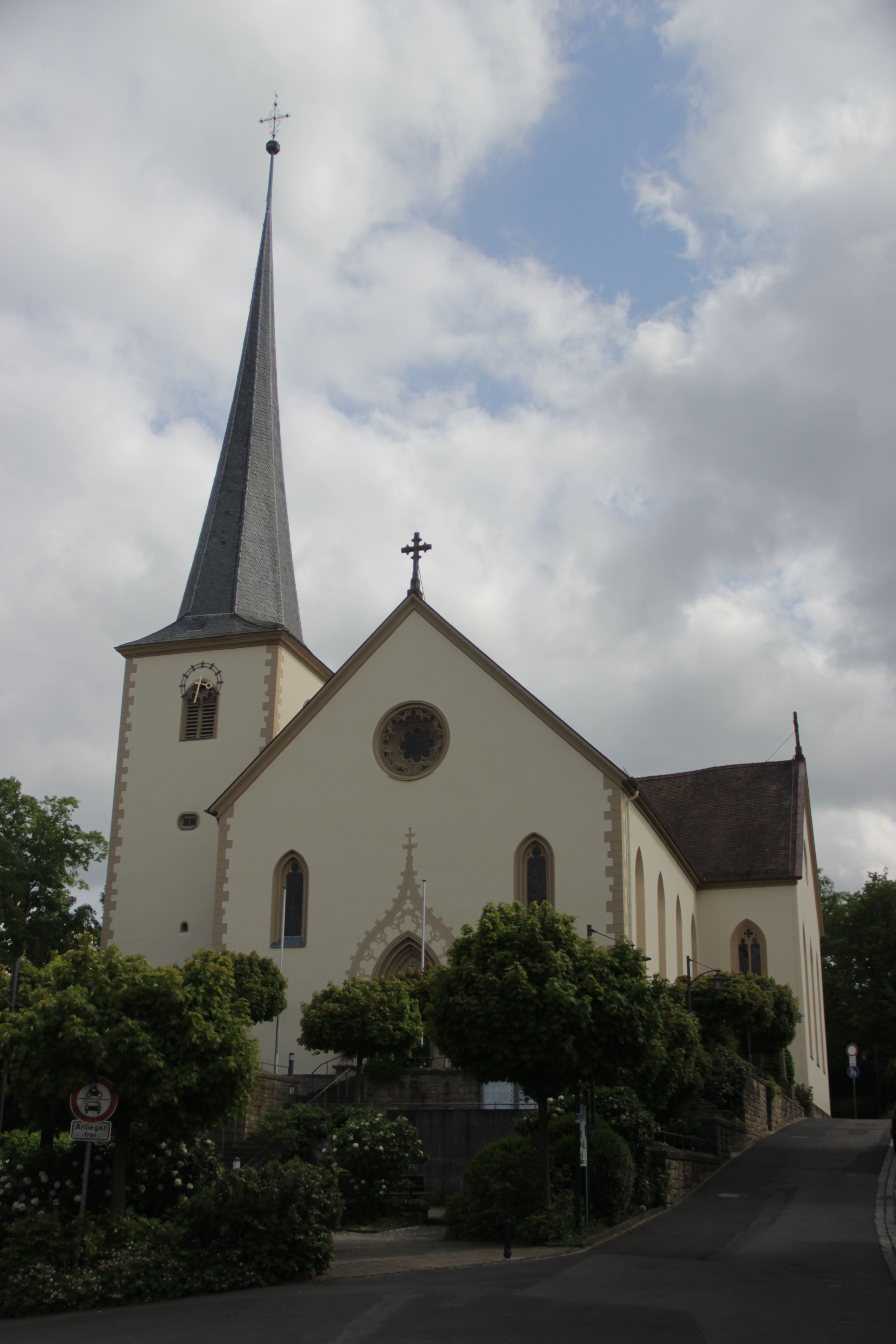
St. Peter und Paul (Rimpar)

Die römisch-katholische, denkmalgeschützte Pfarrkirche St. Peter und Paul befindet sich in Rimpar, einem Markt im Landkreis Würzburg (Unterfranken, Bayern). Das neugotische Bauwerk ist unter der Denkmalnummer D-6-79-180-18 als Baudenkmal in der Bayerischen Denkmalliste eingetragen. Die Pfarrei gehört zur Pfarreiengemeinschaft „Gemeinsam unterwegs“ – St. Afra Maidbronn & St. Peter und Paul Rimpar im Dekanat Würzburg rechts des Mains im Bistum Würzburg. Beachtenswert sind nicht nur die neugotischen Altäre, sondern auch etliche Kunstwerke aus der Renaissance.

## Geschichte

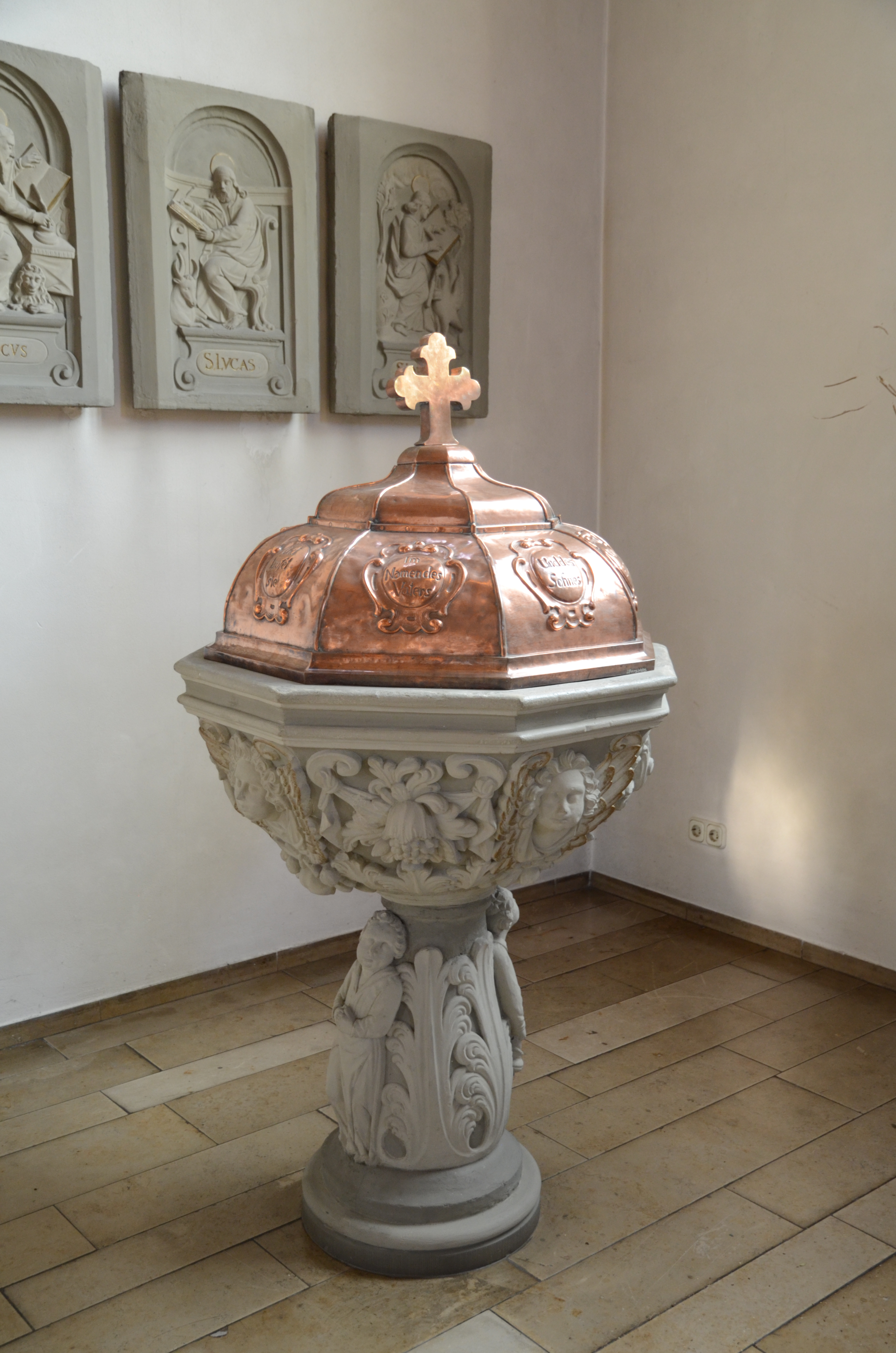
Renaissance-Taufstein

Im Jahr 1308 wurde eine Kirche in Rimpar erstmals urkundlich erwähnt. Die spätmittelalterliche Kirche war von West nach Ost ausgerichtet, wobei ihr Chor sich im Untergeschoss des Turmes befand. Südlich an diese Kirche wurde 1453 die Grablege für die Herren von Grumbach angebaut. Unter Fürstbischof Julius Echter von Mespelbrunn wurden von 1607 bis 1610 die Kirche vergrößert und der Turm um ein 18 Fuß hohes Stockwerk erhöht. Seit Beginn des 18. Jahrhunderts wurde die Kirche baufällig. Da die Frage, wer die Baupflicht zu tragen hatte, umstritten war, wurde lange gegen die zunehmenden Bauschäden nichts unternommen. Nachdem 1836 die Baupflicht zu Lasten der politischen Gemeinde geklärt war, wurde im April 1849 die alte Kirche abgebrochen. Der gotische Chorturm blieb erhalten.
Die Grundsteinlegung des Neubaus als Kreuzkirche war am 5. Juni 1849, ihre Weihe am 22. Juli 1854 durch Georg Anton von Stahl. Sie wurde von Norden nach Süden ausgerichtet. 1913 wurde eine Kassettendecke eingezogen, die von Eulogius Böhler bemalt wurde. Diese Malereien wurden bei der Renovierung 1935/36 wieder entfernt und durch Stuck-Symbole ersetzt. Stärkere Veränderungen brachte die Renovierung von 1962/63, bei der ein großer Teil der neugotischen Einrichtung entfernt und weitgehend vernichtet wurde: Kommunionbank, Kanzel, Hl.-Familien-Altar, Holzbalkenempore, Steinmeyer-Orgel und Heiligenfiguren. Pfarrer Rudolf Bauer ließ eine weit in das Kirchenschiff hineinragende Empore bauen, auf der eine neue Orgel aus der Werkstatt von Gustav Weiß in Zellingen am Main aufgestellt wurde. 1970 wurde im Osten die Petrus-Canisius-Kapelle als Kapelle für Werktagsgottesdienste angebaut, die 1988 zur Sakristei umgebaut wurde. Bei der Renovierung 1987/88 wurde die ursprüngliche neugotische Raumgestaltung teilweise wiederhergestellt, indem noch erhaltene Kunstwerke oder deren Reste wieder aufgestellt wurden, Blumenornamente nach alten Vorlagen neu gemalt wurden und die Farbigkeit der Inneneinrichtung dem alten Zustand stark angenähert wurde.

## Baubeschreibung

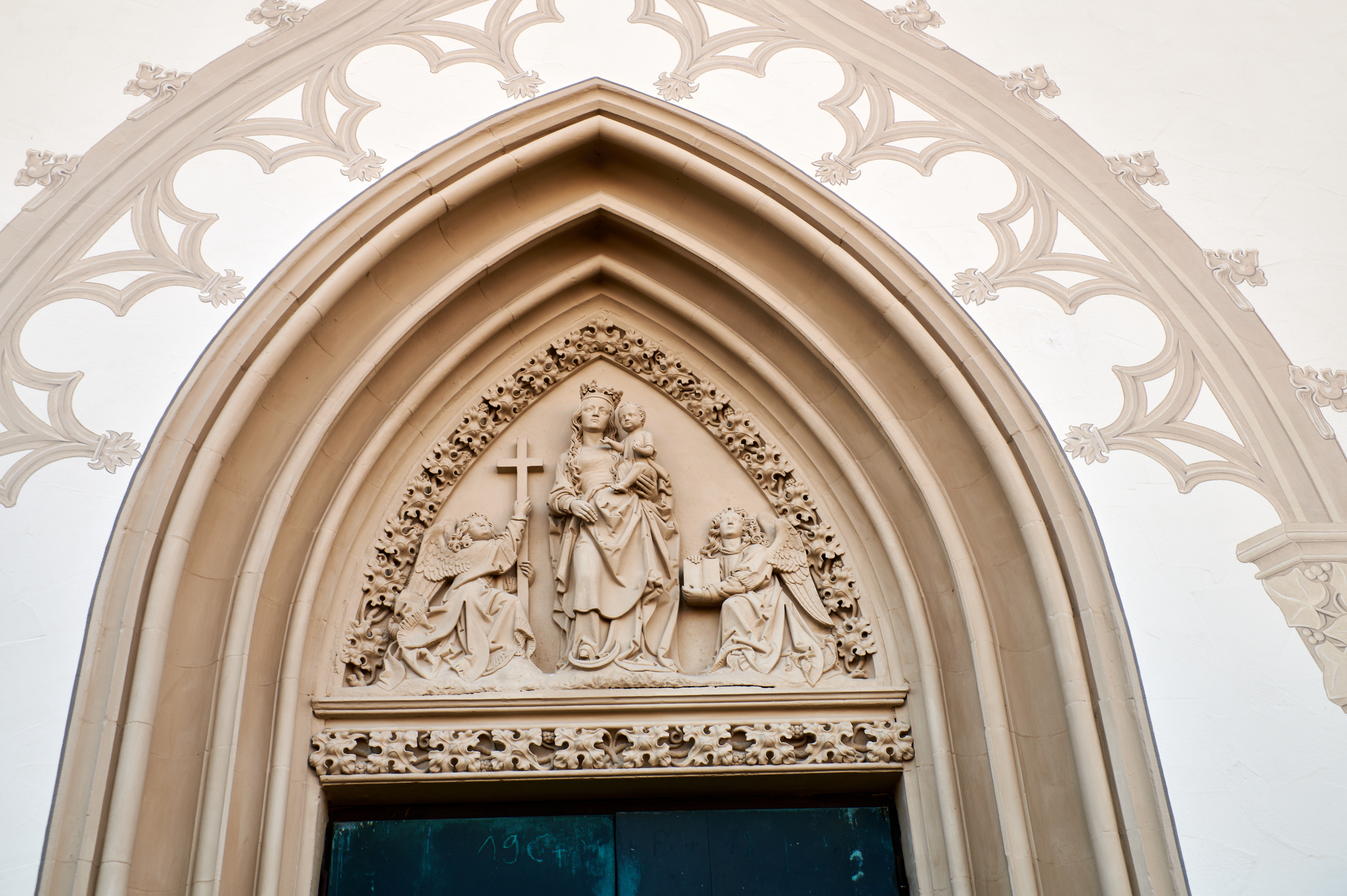
Tympanon des Hauptportals

Die Kirche besteht aus einem Langhaus, das von einem Querschiff gekreuzt wird, einem eingezogenen, dreiseitig geschlossenen Chor im Süden und einem Julius-Echter-Turm an der Ostwand des Langhauses, der auf einen frühgotischen Chorturm zurückgeht. Während Langhaus und Querschiff mit einer Flachdecke versehen sind, ist der Chorraum mit einem neugotischen Gewölbe überdacht. Im Tympanon des Hauptportals ist in einem Relief Maria mit Kind, flankiert von zwei Engeln, dargestellt. An den Seiten dieses Portals stehen Figuren der Kirchenpatrone Petrus und Paulus. Das Relief im Tympanon des Seitenportals zeigt die Taufe Jesu im Jordan. Die figürlichen Kunstwerke beider Portale schuf Andreas Halbig. Über dem alten Eingang zum Turmchor, der mit einem Wappen des Fürstbischofs Julius Echter von Mespelbrunn und der Jahreszahl 1609 versehen ist, ist aus dieser Zeit eine Inschriftenplatte mit der Angabe zur Erweiterung der Vorgängerkirche und zum Neubau von Schul- und Pfarrhaus angebracht. Zwischen dem Turm und der Nordseite der Kirche befindet sich eine Ölberggruppe von 1894.
Im Jahr 1971 brachte Pfarrer Werner Siegler eine gotische Kreuzigungsgruppe aus dem 14. Jahrhundert mit einer Stifterfigur, die 1914 für die Pfarrkirche erworben worden war, in der Petrus-Canisius-Kapelle unter. Die Gruppe verblieb auch nach der Umwandlung der Kapelle in eine Sakristei dort. Neben dem Eingang zu dieser Sakristei ist eine Pietà aus dem 16. Jahrhundert unter einem Baldachin aufgestellt.

## Ausstattung

### Altäre

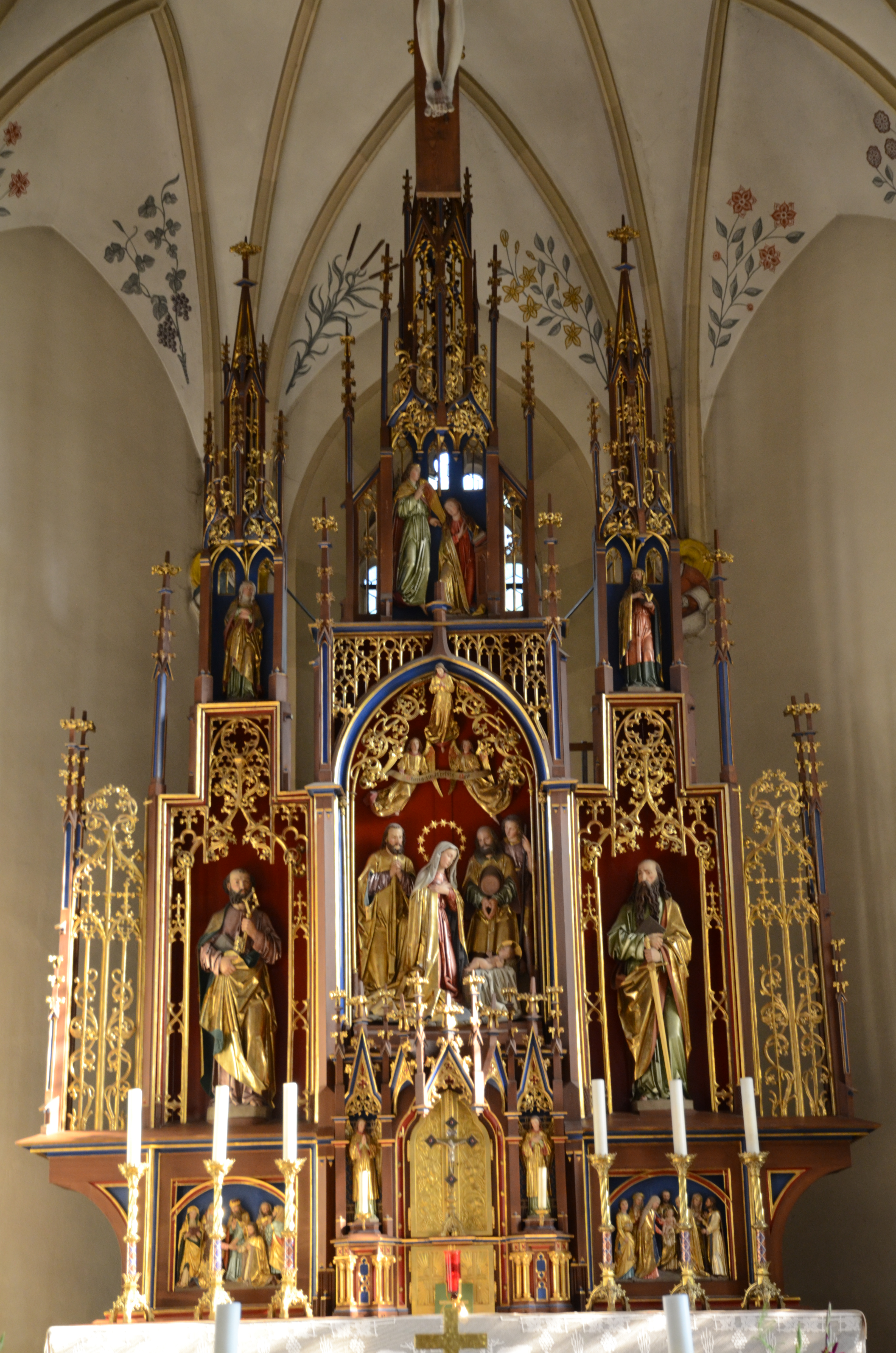
Hochaltar

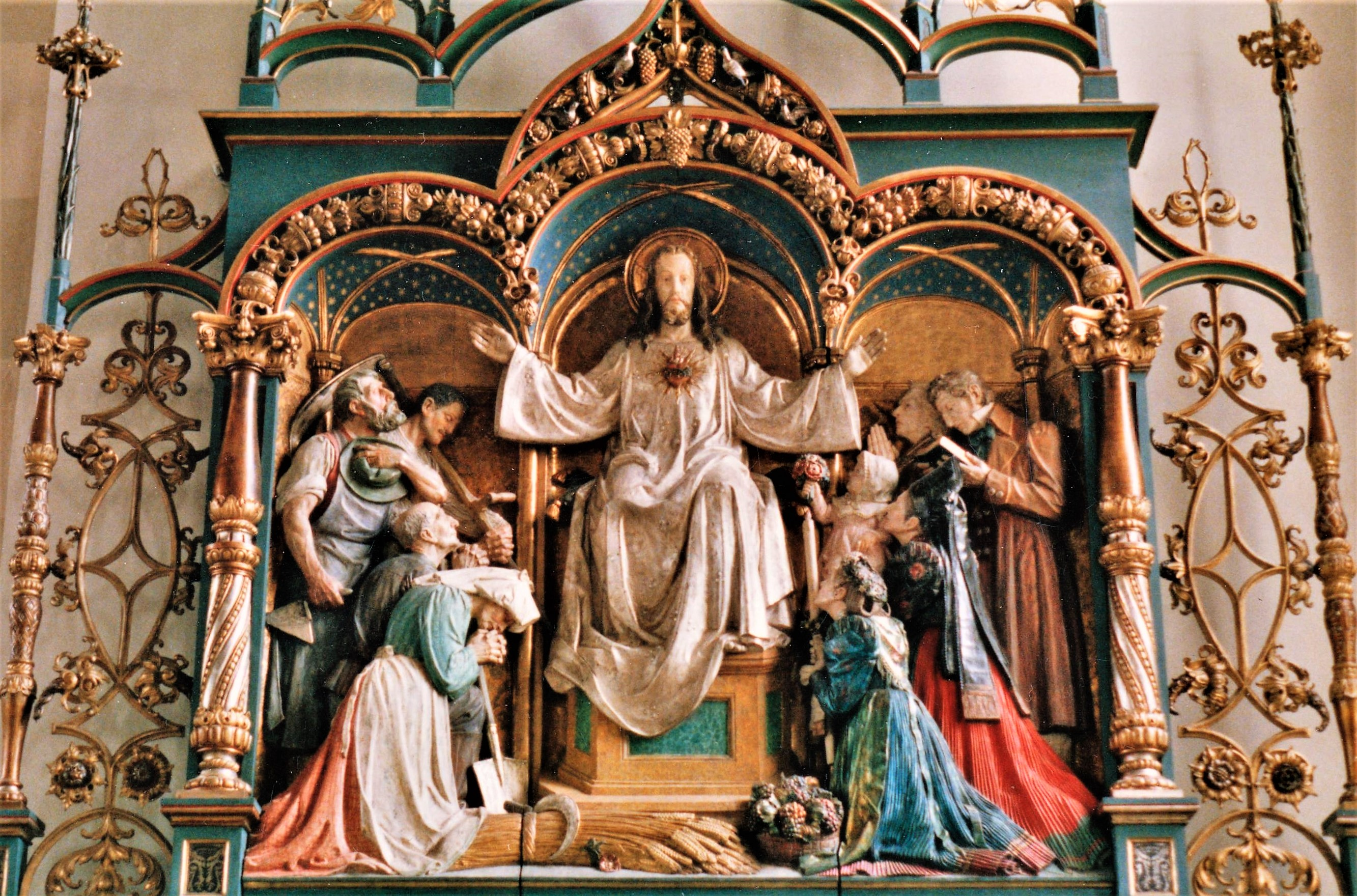
Herz-Jesu-Altar

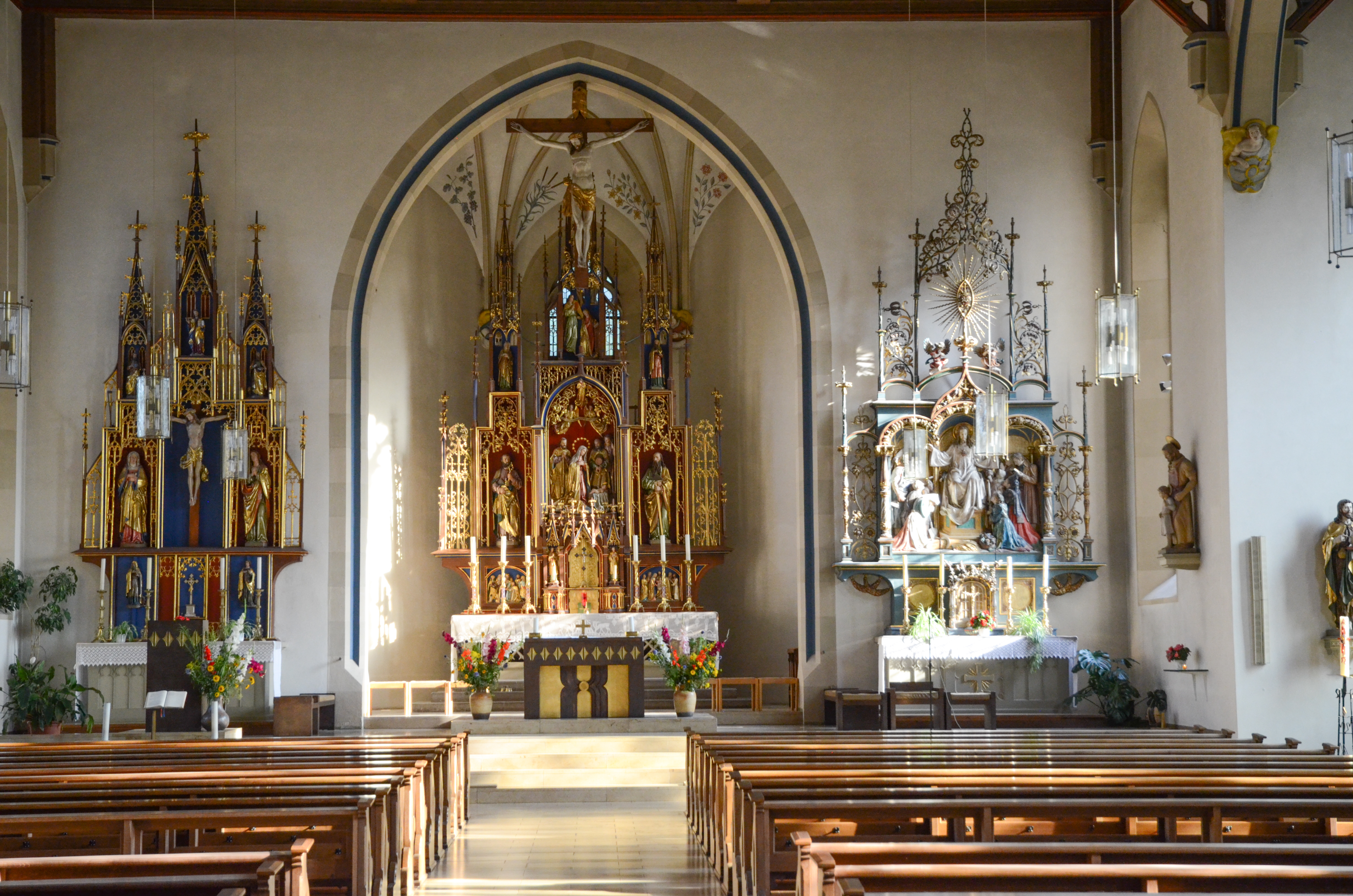
Blick zum Chor

Zur Kirchenausstattung gehören vier Altäre. Den Hochaltar, der 1972 durch einen Volksaltar ergänzt wurde, und den linken Seitenaltar schuf 1852 Andreas Halbig im neugotischen Stil; die figurale Ausstattung steuerte Matthäus Schiestl der Ältere bei, der in Würzburg eine Bildhauerwerkstatt mit seinen drei Söhnen Heinz, Matthäus und Rudolf betrieb. Der rechte Seitenaltar von 1874 wurde entfernt und 1920 durch ein Werk von Valentin Kraus ersetzt. Gestiftet wurde er 1918 von der Rimparer Familie Christian Baumeister. Der vierte Altar steht an der Südwand des linken Querschiffes. Es ist der ehemalige Hl.-Familien-Altar, der 1962 entfernt worden war, und in veränderter Form 1988 als Marienaltar wieder aufgestellt wurde.
Die Figurengruppe im Mittelteil des Hochaltars zeigt die Anbetung der Hirten. Dabei ist Maria mit einem Kranz von 12 Sternen auf ihrem Haupt dargestellt, dem Zeichen der apokalyptischen Frau aus der Offenbarung des Johannes. (Offb, 12,1 ) Allerdings wurde der Sternenkranz erst bei der Renovierung 1987/88 hinzugefügt. Flankiert wird diese Gruppe von den Kirchenpatronen Petrus und Paulus. In der Mitte des Gesprenges ist Mariä Verkündigung dargestellt, an den Seiten Marias Eltern, Anna (links) und Joachim (rechts). In der Predella ist der Tabernakel von zwei Flachreliefs umgeben; das linke zeigt die Vermählung Mariens, das rechte die Darstellung Jesu im Tempel. An der farblichen Fassung und Vergoldung des Altars arbeiteten 1853 die Meister Werb und Wagenbrenner aus Estenfeld.
Der Zelebrationsaltar vor dem Hochaltar und der Ambo wurden 1972 von Theo Sebald und Rudolf Engert (Würzburg) geschaffen.
Der linke Seitenaltar ist der Kreuzaltar. Im Mittelfeld ist der gekreuzigte Jesus dargestellt. Maria (links) und Johannes (rechts) stehen seitlich etwas unterhalb von Christus. In die Nischen oberhalb und unterhalb der Kreuzigungsgruppe wurden die Figuren von Christus und den vier Evangelisten eingefügt. Sie stammen von der Kanzel, die Andreas Halbig 1852 geschaffen hatte und die 1962 abgebrochen wurde.
Der Herz-Jesu-Altar, eine Mischung aus gotischen und Renaissanceelementen, steht auf der rechten Seite. Um die zentrale Christusfigur hat sich die Dorfbevölkerung versammelt: links Bauer und Bäuerin, Häcker und Maurer, rechts Pfarrer, Lehrer und eine Frau mit Kindern in fränkischer Festtagstracht.
Im Zentrum des neugotischen Marienaltars im östlichen Querarm steht eine Marienstatue mit dem Jesuskind auf einer Mondsichel. Sie wird flankiert von den Heiligen Anna (links) und Joachim (rechts). Als Bekrönung des Altars ist Gottvater mit der Hl.-Geist-Taube dargestellt. Alle Figuren dieses Altars wurden 1894 von Matthäus Schiestl dem Älteren geschaffen.

### Plastiken, Stuck und Malerei
Der südliche Teil im westlichen Querarm wurde 1971 als Taufkapelle eingerichtet. An der Wand ist eine Statue von Johannes dem Täufer angebracht, die von Matthäus Schiestl dem Älteren stammt. Ein Taufstein im Stil der Renaissance aus der abgebrochenen Kirche bildet den Mittelpunkt. Neben der Johannes-Statue hängen Reliefs der vier Evangelisten, die wohl aus dem 16. Jahrhundert sind und zur Kanzel der alten Kirche gehört haben dürften. Genauso alt ist der Kronleuchter aus Messing über dem Taufstein, der ursprünglich wohl in der Grumbachgrablege hing.
Von der neugotischen Ausstattung übrig geblieben sind vier Heilige, die an den Säulen aufgestellt sind: Sebastian und Anna (links) und Barbara und Wendelin (rechts). Die Heiligen Josef und Bruder Konrad an den Seitenwänden unter der Empore schuf in den 1940er Jahren Otto Sonnleitner; die Statuen von Rita und Judas Thaddäus (1953) an der Rückwand der Kirche stammen von Julius Bausenwein. Die vierzehn Bilder des Kreuzwegs malte 1918 Carl Gerhard.
Im Jahr 1938 wurde die Kassettendecke mit zahlreichen Figuren und Symbolen versehen, die in Stuck geformt angebracht wurden. Sie stehen unter anderem für die vier Evangelisten, die sieben Sakramente, die drei göttlichen Tugenden und die vier letzten Dinge. Andere zeigen Heilige oder allegorische Tierbilder, wie Löwe, Pelikan oder ein Huhn, das seine Küken schützt und wärmt.

## Ritterkapelle

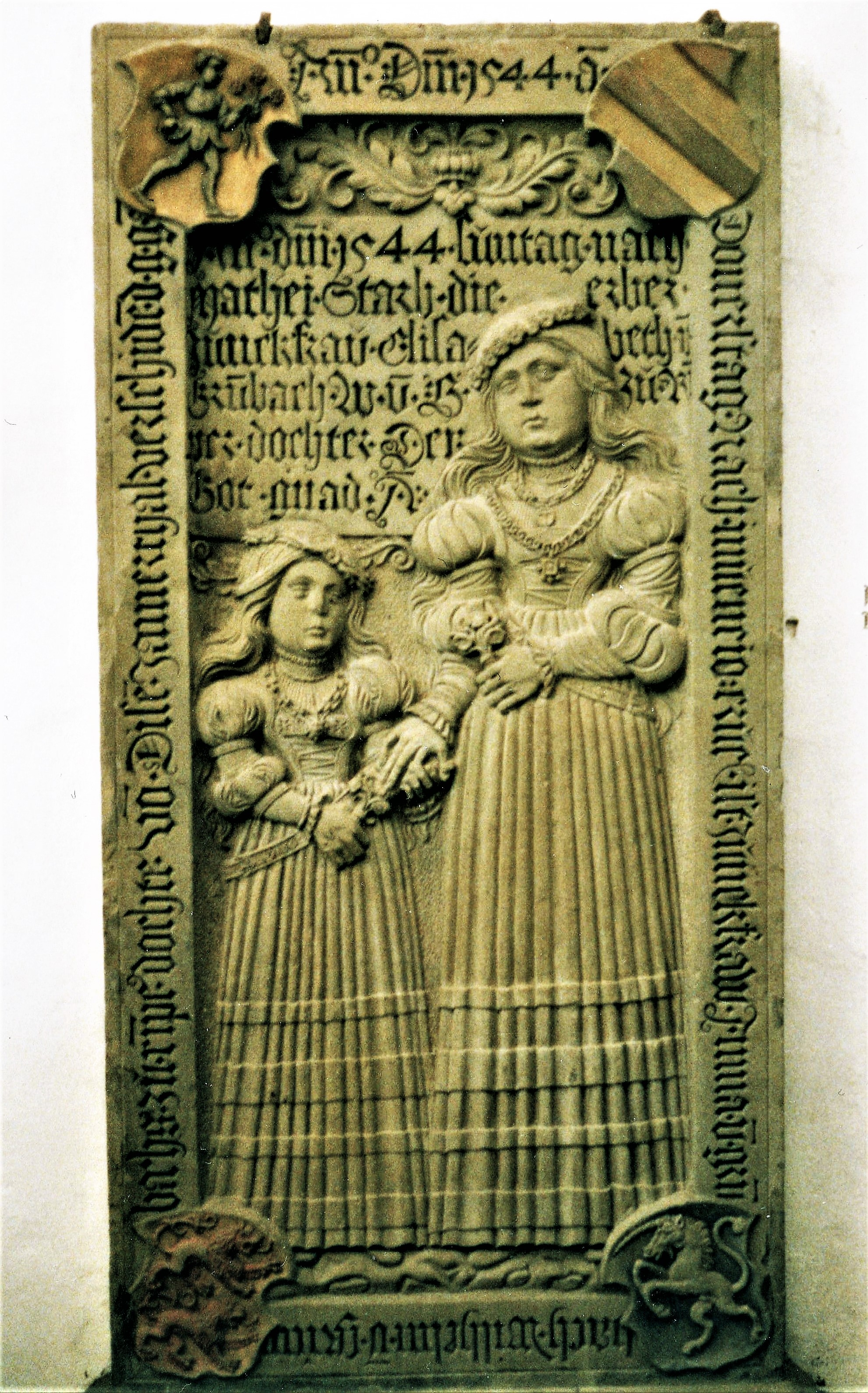
Epitaph für Elisabeth und Anna von Grumbach

Das mit einem Kreuzrippengewölbe versehene Erdgeschoss des Turmes diente seit dem Spätmittelalter bis zum Abriss der alten Kirche im Jahr 1849 als Chorraum. Da beim Abriss der Kirche auch die 1453 errichtete Grablege für die Herren von Grumbach entfernt wurde, fanden ihre Epitaphe einen neuen Platz hier in dem nun als „Ritterkapelle“ benannten Raum. Von den ehemaligen vierzehn Epitaphen blieb aber nur die Hälfte erhalten, weil Bauinspektor Mack aus Würzburg, der die neue Kirche entworfen hatte und den Bau leitete, die Epitaphe für den Neubau zunächst als unpassend ansah und sie deshalb im Bauschutt landeten. Von 1849 bis 1882 verwahrloste die Kapelle aber mehr und mehr und Jugendliche beschädigten die Epitaphe. Im Jahr 1882 begann man mit der Restauration aller Objekte und nach mehreren Renovierungen und Umgestaltungen erhielt die Ritterkapelle ihr heutiges Aussehen bei der Renovierung von 1987/88.
Mittelpunkt der Kapelle ist der aus Sandstein gefertigte Ehrenberg-Altar, so genannt nach dem Wappen des Würzburger Fürstbischofs Philipp Adolf von Ehrenberg, das am Altar angebracht ist, und auf eine Entstehungszeit des Altars zwischen 1623 und 1631 hinweist. Die große Kreuzigungsgruppe in der Mitte wird von je drei Reliefs flankiert, die Passionsszenen aus dem Leben Jesu zeigen. In der Predella ist das letzte Abendmahl zu sehen, als Bekrönung des Renaissance-Altars dient eine Figur des Auferstandenen.
Das älteste und bedeutendste Epitaph entstand 1487 für Eberhard von Grumbach. Es gilt als die früheste bekannte Arbeit Tilman Riemenschneiders. Der Bildhauer Hans Fries, der bei Riemenschneider in die Lehre gegangen war, schuf 1526 das Epitaph für Eberhards Sohn, Konrad von Grumbach. Daneben steht der Grabstein für Konrads Bruder Valentin, der 1520 gestorben war. Die übrigen Epitaphe erinnern an weibliche Angehörige derer von Grumbach: Martha, Dorothe, Kunigunde, und Brigitta. Etwas Besonderes ist der Doppelgrabstein für die früh verstorbenen Töchter Wilhelms von Grumbach, Elisabeth und Anna, von 1544. Die Mädchen sind schön gekleidet, mit Schmuck behängt, mit Blumen in den Händen und Blüten in ihren Haaren ausgestattet.

## Orgel
Die 1893 von G. F. Steinmeyer & Co. gebaute Orgel mit 29 Registern, zwei Manualen und einem Pedal wurde 1963 durch eine Orgel von Gustav Weiß mit 37 Registern und 3 Manualen ersetzt.
| I Hauptwerk C–g3 |           |        |
| 1.               | Qintade   | 16′    |
| 2.               | Prinzipal | 08′    |
| 3.               | Rphrflöte | 08′    |
| 4.               | Oktave    | 04′    |
| 5.               | Gemshorn  | 04′    |
| 6.               | Nasat     | 02 ⁄3′ |
| 7.               | Nachthorn | 02′    |
| 8.               | Mixtur V  | 01 ⁄3′ |
| 9.               | Trompete  | 08′    |

| II. Positiv C–g3 |                |       |
| 10.              | Gedackt        | 8′    |
| 11.              | Sing.Prinzipal | 8′    |
| 12.              | Blockflöte     | 4′    |
| 13.              | Oktave         | 2′    |
| 14.              | Sifflöte       | 1 ⁄3′ |
| 15.              | Scharf IV      | 1′    |
| 16.              | Krummhorn      | 8′    |

| III. Schwellwerk C–g3 |                 |        |
| 17.                   | Holzflöte       | 08′    |
| 18.                   | Zart-Geige      | 08′    |
| 19.                   | Ital. Prinzipal | 04′    |
| 20.                   | Rohrgedackt     | 04′    |
| 21.                   | Sesquialter II  | 02 ⁄3′ |
| 22.                   | Schwiegel       | 02′    |
| 23.                   | Mixtur V        | 01 ⁄3′ |
| 24.                   | Kling. Zimbel   | 01⁄3′  |
| 25.                   | Dulcian         | 16′    |
| 26.                   | Trichterregal   | 08′    |
| 27.                   | Schalmei        | 04′    |

| Pedal C–f1 |               |        |
| 35.        | Prinzipalbaß  | 16′    |
| 36.        | Subbaß        | 16′    |
| 37.        | Zartbaß       | 16′    |
| 38.        | Oktavbaß      | 08′    |
| 39.        | Gedacktbaß    | 08′    |
| 40.        | Choralbaß     | 04′    |
| 41.        | Flachflöte    | 02′    |
| 42.        | Hintersatz IV | 02 ⁄3′ |
| 43.        | Posaune       | 16′    |
| 44.        | Basstrompete  | 08′    |

- Koppeln:  II/I, III/I, III/II, I/P, II/P, III/P
- Spielhilfen: 2 freie Kombinationen, Pedal 2, Zungenabsteller, Tremolo, Crescendo-Walze, Fußpistons für alle Funktionen

## Glocken
Das oberste Geschoss des Kirchturms beherbergt die Turmuhr und den Glockenstuhl. 1886/87 goss die Glockengießerei Otto in Bremen-Hemelingen für die Kirche sechs Bronzeglocken; ihr Klangmotiv ist das Te Deum. 1943 mussten fünf Glocken als Metallspende des deutschen Volkes zu Kriegszwecken abgeliefert werden, kehrten 1946 aber vom Glockenfriedhof in Bremen unversehrt zurück.
| Glocke | Name               | Schlagton | Gewicht | Durchmesser | Gussjahr | Gießer                       |
| ------ | ------------------ | --------- | ------- | ----------- | -------- | ---------------------------- |
| 1      | St. Kilian         | cis1      | 1800 kg |             | 1886/87  | Glockengießerei Otto, Bremen |
| 2      | Salvator           | dis1      | 1300 kg |             | 1886/87  | Glockengießerei Otto, Bremen |
| 3      | St. Peter und Paul | fis1      | 775 kg  |             | 1886/87  | Glockengießerei Otto, Bremen |
| 4      | St. Michael        | gis1      | 550 kg  |             | 1886/87  | Glockengießerei Otto, Bremen |
| 5      | St. Josef          | ais1      | 375 kg  |             | 1886/87  | Glockengießerei Otto, Bremen |
| 6      | Maria              | h1        | 300 kg  |             | 1886/87  | Glockengießerei Otto, Bremen |